# Американская домохозяйка
«Америка́нская домохозя́йка» (англ. American Housewife) — американский комедийный телевизионный сериал, созданный Сарой Данн, с Кэти Миксон в главной роли, который вышел на ABC 11 октября 2016 года. В центре сюжета находится уверенная в себе Кэти Отто, жена и мать троих детей, которая имеет лишний вес и сталкивается с насмешками со стороны идеальных жен в богатом городе Вестпорт, штат Коннектикут.
11 мая 2017 года ABC продлил сериал на второй сезон. 11 мая 2018 года сериал был продлён на третий сезон. 10 мая канал ABC продлил телесериал на четвертый сезон. Премьера 4 сезона назначена на 28 сентября 2019 года.
21 мая 2020 года телеканал ABC продлил ситком на пятый сезон. 14 мая 2021 года телеканал ABC закрыл телесериал после пятого сезона.

## Производство
18 сентября 2015 года, было объявлено, что ABC купил сценарий пилотного эпизода, написанный Сарой Данн. Проект тогда носил название «Вторая жирнейшая домохозяйка Вестпорта». 28 января 2016 года канал заказал съемки пилотного эпизода для сезона 2016-17 годов. Режиссёром пилота выступил Рубен Флейшер.
Кастинг на центральные роли начался в феврале 2016 года. 17 февраля было объявлено, что Кэти Миксон будет исполнять ведущую роль в пилоте. 1 марта бродвейская актриса Карли Хьюз получила роль одной из богатых домохозяек, которая в настоящее время проходит через развод. На следующий день Эли Вонг подписалась играть ещё одну домохозяйку, которая также не вписывается в круг женщин Вестпорта из-за своего добродушия. 4 марта Дидрих Бадер присоединился к пилоту в роли мужа Кэти.
12 мая 2016 года канал утвердил пилот и дал зелёный свет на производство первого сезона.

## Актёры и персонажи
- Кэти Миксон — Кэти Отто
- Дидрих Бадер — Грег Отто
- Мэг Доннелли — Тейлор Отто (в 1-м эпизоде Джонни Секвойя)
- Дэниэл Димаджио — Оливер Отто
- Джулия Баттерз (сезон 1-4) & Жизель Айзенберг (сезон 5) — Анна-Кэт Отто[15]
- Карли Хьюз — Анджела
- Эли Вонг — Дорис

## Обзор сезонов
| Сезон | Сезон | Эпизоды | Дата показа      | Дата показа   | Рейтинг Нильсона | Рейтинг Нильсона       |
| Сезон | Сезон | Эпизоды | Премьера         | Финал         | Ранк             | Зрители США (миллионы) |
| ----- | ----- | ------- | ---------------- | ------------- | ---------------- | ---------------------- |
|       | 1     | 23      | 11 октября 2016  | 16 мая 2017   |                  |                        |
|       | 2     | 24      | 27 сентября 2017 | 16 мая 2018   |                  |                        |
|       | 3     | 23      | 26 сентября 2018 | 21 мая 2019   | 87               | 5,10                   |
|       | 4     | 20      | 27 сентября 2019 | 13 мая 2020   |                  |                        |
|       | 5     | 13      | 28 октября 2020  | 31 марта 2021 | TBA              | TBA                    |